# Villa Yvonnette
La villa Yvonnette est située à Vichy (France).

## Localisation
La villa est située sur la commune de Vichy, au 26 rue de Longchamp, dans le département de l'Allier, en région Auvergne-Rhône-Alpes.

## Description
La villa est construite en 1899 par l'architecte Antoine Chanet pour son propre usage. Les élévations extérieures sont en brique nue sur laquelle ont été plaqués des éléments de décor en pierre blanche. Sur les trumeaux du premier étage, accrochage de motifs d'architecture (pilastre, colonne tronquée, console) et d'un buste féminin, posés sur des culots renforcés par des ailerons verticaux. Ces éléments ostentatoires permettaient d'afficher la fonction sociale du propriétaire. Deux fenêtres ont conservé leurs verreries peintes dans l'esprit de l'époque (rameaux fleuris).

## Historique
La villa est inscrite au titre des monuments historiques par arrêté du 5 mars 1992.

## Protection
Éléments protégés : la villa, y compris les pièces suivantes avec leur décor : rez-de-chaussée : petit salon et ses vitraux aux glycines, salle à manger avec sa cheminée, grand salon aux trophées ; premier étage : jardin d'hiver et ses vitraux aux aubépines, vitraux aux nénuphars de la salle de bains.